# Vohimena
Vohimena est une commune urbaine malgache située dans la partie centre-nord de la région d'Alaotra-Mangoro.
Et 2km de VOHIMENABE, c'est une Fokontany